# Battaglia di Benadir

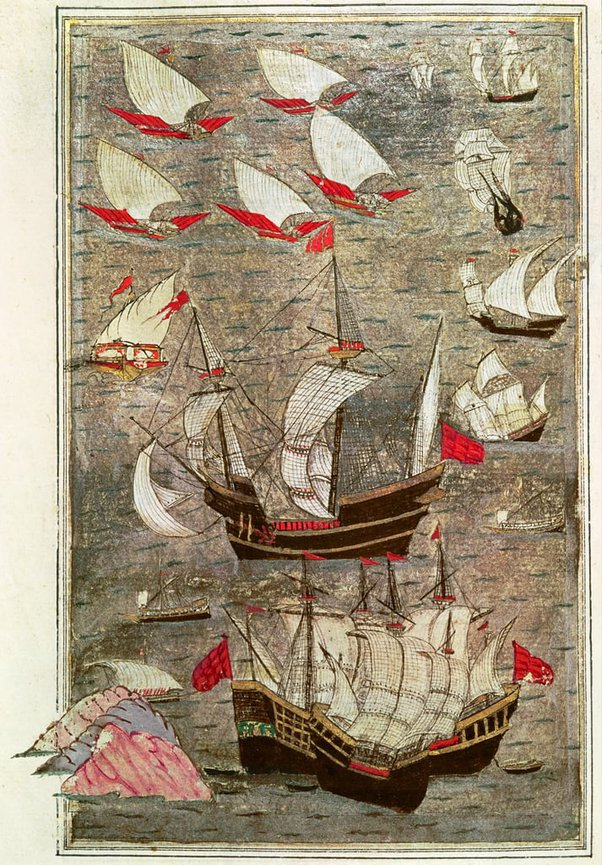
Il Sultanato di Ajuran cercò di allearsi con l'Impero ottomano contro l'Impero portoghese.

La Battaglia di Benadir (lett. "battaglia della costa"), in realtà una spedizione navale svoltasi nel 1542, fu il secondo conflitto ufficiale tra il Sultanato degli Agiuran (Somalia), alleatosi all'Impero ottomano, e l'Impero portoghese.
La parola "benadir" significa "costa" in somalo e si riferisce alla proverbiale ricchezza della costa meridionale somala.

## Antefatto
Dopo che i portoghesi condussero una spedizione navale su larga scala a Suez nel 1541, l'Impero ottomano dedicò maggiori risorse alla protezione del Mar Rosso dall'intrusione lusitana. 
A tal fine, circa 25 galee furono armate e stanziate ad Aden.
Il capitano portoghese di Sofala, João de Sepúlveda, fu informato della presenza di queste forze dalle città-stato swahili alleate, principalmente Malindi, che riferì anche che l'ostile Sultanato di Ajuran aveva fatto appello agli ottomani per un sostegno militare, in preparazione di una ribellione contro la sovranità portoghese nella regione, invisa agli Ajuran sin dagli scontri con i lusitani del 1507. 
João de Sepúlveda partì quindi con 6 piccole galee e 100 soldati per condurre un attacco preventivo contro le città costiere del Sultanato di Ajuran. 
A lui si unì un numero imprecisato di vascelli e guerrieri di Malindi.

## La battaglia
A Mogadiscio, João de Sepúlveda "distrusse la città e le fece grandi danni e ferite". Spostandosi di alcune leghe a nord, raggiunse un popolare ancoraggio per le navi mercantili provenienti dal Mar Rosso, dove apprese che i turchi non sarebbero partiti per l'Africa orientale quell'anno. Così tornò a ciò che restava di Mogadiscio ed arrabattò un accordo di pace con i suoi governanti. Passando da Barawa, de Sepúlveda la saccheggiò come rappresaglia per i suoi abitanti che avevano consegnato ai turchi alcuni prigionieri portoghesi. Dopo aver siglato la pace anche con Barawa, il comandante portoghese tornò a Malindi.